# Lars Olov Bygren
Lars Olov Magnus Bygren, född 15 januari 1936 i Lansjärv, Överkalix socken, är en svensk professor emeritus i Socialmedicin. 

## Biografi
År 1964 blev han med.lic. vid Karolinska Institutet, anställd av Gunnar Inghe vid Socialmedicinska institutionen och disputerade där 1974 med avhandlingen Met and Unmet Needs for Medical and Social Services. Slutade där 1979, då han blev professor i Forebygende medicin vid Universitetet i Tromsö, Norge 1979–1983. Han var professor i Socialmedicin med inriktning på Epidemiologi vid Umeå Universitet och överläkare vid Norrlands Universitetssjukhus i Umeå 1983–2001. Vid Vindelns hälsocentrum införde han en avancerad utformning av terapi för att motverka hjärt-kärlsjukdomars följder. I Stockholm var han samtidigt föredragande läkare vid Socialstyrelsen och konsult vid Statistiska Centralbyrån. Åren 1983–1902 var han ledamot av Vetenskapliga rådet vid Statistiska Centralbyrån. Efter pensioneringen år 2001 forskar han vid Institutionen för Biostatistik och Näringslära vid Karolinska institutet.
1970 omtalades i media den avhandling han gjort som handlade om vikten av att mäta det egentliga sociala och medicinska vårdbehovet och inte bara vilken vård som erhållits. Detta för att sjukvård och socialtjänst ska kunna organiseras bättre.
Vid millennieskiftet uppmärksammades han nationellt och internationellt för studier av kulturdeltagandets starka hälsofrämjande roll för hälsa och välfärd. 
Stort internationellt uppmärksammade är hans studier av förvärvad ärftlighet på människa, så kallad transgenerell epigenetisk nedärvning omtalade som "Överkalixstudierna" och som handlar om hur levnadsomständigheter påverkar hur våra gener används och kommer att användas i flera kommande släktled.
År 2002 var han medgrundare av Riksföreningen för Konstkultur och Hälsa.